# Epidendrum boekei
Epidendrum boekei är en orkidéart som beskrevs av Eric Hágsater. Epidendrum boekei ingår i släktet Epidendrum och familjen orkidéer. Inga underarter finns listade i Catalogue of Life.